# Janina Bauman
Janina Bauman, z domu Lewinson (ur. 18 sierpnia 1926 w Warszawie, zm. 29 grudnia 2009 w Leeds) – polska pisarka żydowskiego pochodzenia.

## Życiorys
Córka Szymona Lewinsona (1896–1940), urologa i oficera WP zamordowanego w Katyniu, oraz Aliny z domu Fryszman (1900–1980). Miała jedną siostrę, Zofię (1930–1971). Ze strony matki wnuczka lekarza Aleksandra Fryszmana (1874–1939); siostrzenica Jerzego Fryszmana (1904–1976) i Leona Płockiera (1895–1965).
Podczas II wojny światowej trafiła do warszawskiego getta. Po zakończeniu wojny pracowała w przemyśle filmowym m.in. jako tłumaczka i korektorka scenariuszy. W 1968 roku po antysemickiej nagonce, która była następstwem wydarzeń marcowych, wraz z mężem wyjechała z Polski. Początkowo zamieszkała w Izraelu, a po trzech latach osiedliła się na stałe w Leeds w Wielkiej Brytanii, gdzie mieszkała do końca życia.

## Życie prywatne
Była żoną Zygmunta Baumana.

## Książki
- Janina Bauman: Zima o poranku. Opowieść dziewczynki z warszawskiego getta. Kraków: Znak, 2009, s. 312. ISBN 978-83-240-1126-1.
- Janina Bauman: Nigdzie na ziemi. Warszawa: Wydawnictwo Żydowskiego Instytutu Historycznego, 2000, s. 258. ISBN 83-85888-32-2.
- Janina Bauman: Powroty. Opowieść w czterech odsłonach. Poznań: Wydawnictwo Zysk i S-ka, 1995, s. 111. ISBN 83-7150-058-0.

## Opracowania
- Janina Bauman, Als Mädchen im Warschauer Ghetto. Ein Überlebensbericht. Aus dem Englischen von Reinhard Wagner. Mit einem Nachwort von Władysław Bartoszewski. Verlag Max Hueber, Ismaning bei München 1986. ISBN 3-19-005510-6.
- Peter Wagner (Hrsg): Between two wars: Janina and Zygmunt Bauman’s analyses of the contemporary human condition, 2003